# Borgo Pace
Borgo Pace è un comune italiano di 505 abitanti della provincia di Pesaro e Urbino nelle Marche.

## Geografia fisica
Si presenta come un piccolo borgo quasi interamente montano. A Borgo Pace si ha l'incontro dei due torrenti Meta e Auro, che fondendo le loro acque danno luogo al fiume Metauro, il più lungo della regione Marche.
Nonostante il numero di abitanti dell'intero territorio comunale sia esiguo, l'estensione territoriale risulta tuttavia molto vasta, e comprende frazioni quali Parchiule, Sompiano, Lamoli; quest'ultima è senza dubbio la più conosciuta.
Dopo il passaggio degli ex comuni marchigiani dell'alta Val Marecchia alla regione Emilia-Romagna (15 agosto 2009) il comune di Borgo Pace è divenuto il più occidentale della regione Marche. Il suo territorio comunale si incunea tra la Toscana e l'Umbria.

## Storia
Fece parte della Massa Trabaria. Sotto la giurisdizione della Chiesa per più di due secoli,  nella seconda metà del Trecento passò ad Antonio da Montefeltro e poi ai duchi di Urbino. Seguì da allora le vicende del ducato. Essenziale tappa, in particolar modo nel XV e XVI secolo, per chi si recava da Sansepolcro a Urbino, percorso frequentemente da Piero della Francesca diretto alla Corte dei Montefeltro, a Borgo Pace, in un senso o nell'altro, come risulta anche dai taccuini di viaggio di viaggiatori quali Michel de Montaigne e Joseph Furttenbach,  si trovava la locanda di «sosta per la cena, il cambio delle cavalcature e il pernottamento».

## Monumenti e luoghi d'interesse
Il cuore del piccolo paese metaurense è la Piazza del Pino, dove si possono ritrovare la chiesa di Santa Maria Nuova, il municipio e tutte le più importanti strutture paesane.

### Architetture religiose
- Sull'altare laterale della Chiesa di Santa Maria Nuova di Borgo Pace, riedificata dopo da distruzione del paese ad opera dei nazisti nel secondo conflitto mondiale, è conservato un dipinto di scuola Umbra della fine del XVI secolo, raffigurante la Vergine con Bambino e Angeli. Nell'abside della stessa chiesa è invece conservata una Madonna con Bambino, maiolica policroma di Casteldurante (Urbania).
- Nell'Abbazia Benedettina di Lamoli, dedicata a San Michele Arcangelo, si possono ammirare tre affreschi del XV secolo raffiguranti una Madonna in trono col bambino, San Rocco e San Giuliano.
- Nella frazione di Sompiano, nella chiesina risalente a fine XV secolo, è conservato un affresco contemporaneo. Sull'altare maggiore della chiesa di Santa croce, una tavola raffigurante un'ascensione datata a fine Quattrocento.
- Nella Parrocchia di San Floriano, nella frazione di Palazzo Mucci, è conservata una crocifissione di Giustino Episcopi, conosciuto come Raffaellino del Colle. Nello stesso paesino si trova un palazzetto signorile del XVII secolo, che ospitò nel 1802 Luciano Bonaparte.
- La chiesina romanica di San Leone, a Figiano, mostra affreschi del sec. XIV.
- All'interno della chiesa di Santa Maria, nella piccola frazione di Parchiule, troviamo opere di interesse artistico, tra cui la Tela dell'Annunciazione e la Madonna del Rosario, dipinta da Giovanni Francesco Guerrieri nel 1600.

## Società

### Evoluzione demografica
Abitanti censiti

### Etnie e minoranze straniere
Secondo i dati ISTAT al 1º gennaio 2021 la popolazione straniera residente era di 44 persone e rappresentava il 8,1% della popolazione residente. La comunità straniera più numerosa era quella rumena con 24 persone, pari al 54,55% sul totale della popolazione straniera.

## Cultura

### Istruzione

#### Scuole
Vi sono una scuola dell'infanzia ed una primaria dell'Istituto Comprensivo di Sant'Angelo in Vado.

#### Musei
- Presso l'Aula Verde di Borgo Pace, in loc. "Le Conce", è possibile visitare il "Museo del Carbonaio", in cui è esposta una documentazione fotografica in bianco e nero sul tradizionale mestiere dei carboni.
- Si trova presso l'"Agriturismo Sacchia" di Borgo Pace il "Museo della Civiltà Contadina", che conserva strumenti, utensili e vecchi macchinari che hanno accompagnato la vita di campagna e la civiltà contadina.
- Il chiostro dell'Abbazia Benedettina di Lamoli ospita invece il "Museo dei Colori Naturali".

### Eventi
Nella frazione di Lamoli, ogni anno dal 13 al 15 agosto si tiene la "Sagra della panzanella", che si conclude nella serata di Ferragosto con la rappresentazione dei tipici "quadri viventi" in occasione della Festa dell'Assunta.
L'ultimo fine settimana di agosto si tiene una sagra dedicata alla "patata di Sompiano", varietà autoctona di patata rossa coltivata in zona senza l'ausilio di concimi chimici e fitofarmaci.
Presso la frazione di Parchiule si tiene la "Festa del basilico", la prima domenica del mese di settembre.
La prima domenica di giugno, nella zona adiacente alla chiesa di S. Croce presso la frazione di Sompiano, si svolge la "Festa della schiacciata al rosmarino".

## Economia
Fra le attività economiche spiccano artigianato e soprattutto agricoltura. Importante è comunque il paesaggio come attrattiva turistica, con i percorsi montani dell'Alpe della Luna. 
Caratteristica attività, riscontrata ormai soltanto in pochissime zone d'Italia, è quella svolta dai "carbonai", i quali tutt'oggi lavorano nelle tipiche carbonaie dove si svolge la combustione anossica del legname.

## Amministrazione
| Periodo        | Periodo        | Primo cittadino      | Partito              | Carica  | Note   |
| -------------- | -------------- | -------------------- | -------------------- | ------- | ------ |
| 2 luglio 1985  | 27 maggio 1990 | Gilberto Mistura     | Lista civica         | Sindaco | [ 10 ] |
| 27 maggio 1990 | 24 aprile 1995 | Marco Moretti        | Democrazia Cristiana | Sindaco | [ 10 ] |
| 24 aprile 1995 | 14 giugno 1999 | Maria Luisa Carobbio | Lista civica         | Sindaco | [ 10 ] |
| 14 giugno 1999 | 14 giugno 2004 | Maria Luisa Carobbio | Lista civica         | Sindaco | [ 10 ] |
| 14 giugno 2004 | 8 giugno 2009  | Marco Moretti        | Lista civica         | Sindaco | [ 10 ] |
| 8 giugno 2009  | 25 maggio 2014 | Romina Pierantoni    | Lista civica         | Sindaco | [ 10 ] |
| 25 maggio 2014 | 27 maggio 2019 | Romina Pierantoni    | Progetto Borgo Pace  | Sindaco | [ 10 ] |
| 27 maggio 2019 | 10 giugno 2024 | Romina Pierantoni    | Lista civica         | Sindaco | [ 11 ] |
| 10 giugno 2024 | in carica      | Romina Pierantoni    | Lista civica         | Sindaco | [ 10 ] |

## Sport
Durante tutto l'anno il palazzetto dello sport comunale ospita tornei e ritiri di squadre di Pallacanestro.
La squadra di calcio locale è l'A.S. Borgo Pace che milita attualmente in Terza Categoria.
È inoltre in costruzione un campo da golf, denominato "Golf Club Alpe della Luna, con campo pratica e sei buche già presenti.